# Агава голубая
Ага́ва голуба́я, или агава теки́льная (лат. Agáve tequilána, исп. Agave azul) — один из видов агав, широко используемый в сельском хозяйстве для производства алкогольного напитка — текилы. Наивысшего развития культура выращивания агавы достигла в штате Халиско (Мексика). Голубая агава встречается и в диком виде, но уже значительно отличается по своим характеристикам от домашней разновидности.

## В природе
Дикая разновидность агавы произрастает на западе Мексики в условиях сухого тропического климата на высоте более 1500 метров над уровнем моря, предпочитая краснозёмы с высоким содержанием песка. Одомашненная и дикая разновидности начинают свой жизненный цикл периодом интенсивного роста в качестве засухоустойчивого растения с типичными для агав длинными мясистыми стрелообразными листьями, достигающими в длину двух метров и более. У диких агав по достижении пятилетнего возраста появляется побег длиной около 5 метров, увенчанный соцветием из жёлтых цветков. Цветки затем опыляет ночью один из местных видов летучих мышей — Leptonycteris nivalis, а затем на их месте созревают несколько тысяч семян. После этого дикое растение отмирает.

## Лечебные свойства
Мексиканские исследователи из университета Гвадалахары в ходе исследований пришли к выводу, что голубая агава содержит соединения и микроэлементы, которые повышают эффективность медицинских препаратов в гастроэнтерологии для борьбы с колитом и болезнью Крона.

## Одомашненные разновидности в сельском хозяйстве
У одомашненных разновидностей побег с зарождающимися бутонами обычно удаляют для того, чтобы рост сердцевины продолжался, а удалённый побег сажают в землю для проращивания. Подобная техника вегетативного размножения (без опыления) привела к тому, что большинство современных одомашненных растений — это клоны, а значит, генетическое разнообразие домашних агав очень невелико.

## В домашних условиях
В домашних условиях в качестве комнатных растений агавы содержат редко в силу своих огромных размеров и колючести, однако, известно, что 50-летняя голубая агава в одной из теплиц Бостона дала цветущий побег высотой 10 метров, для цветения которого понадобилось проделать отверстие в крыше.

## Производство текилы

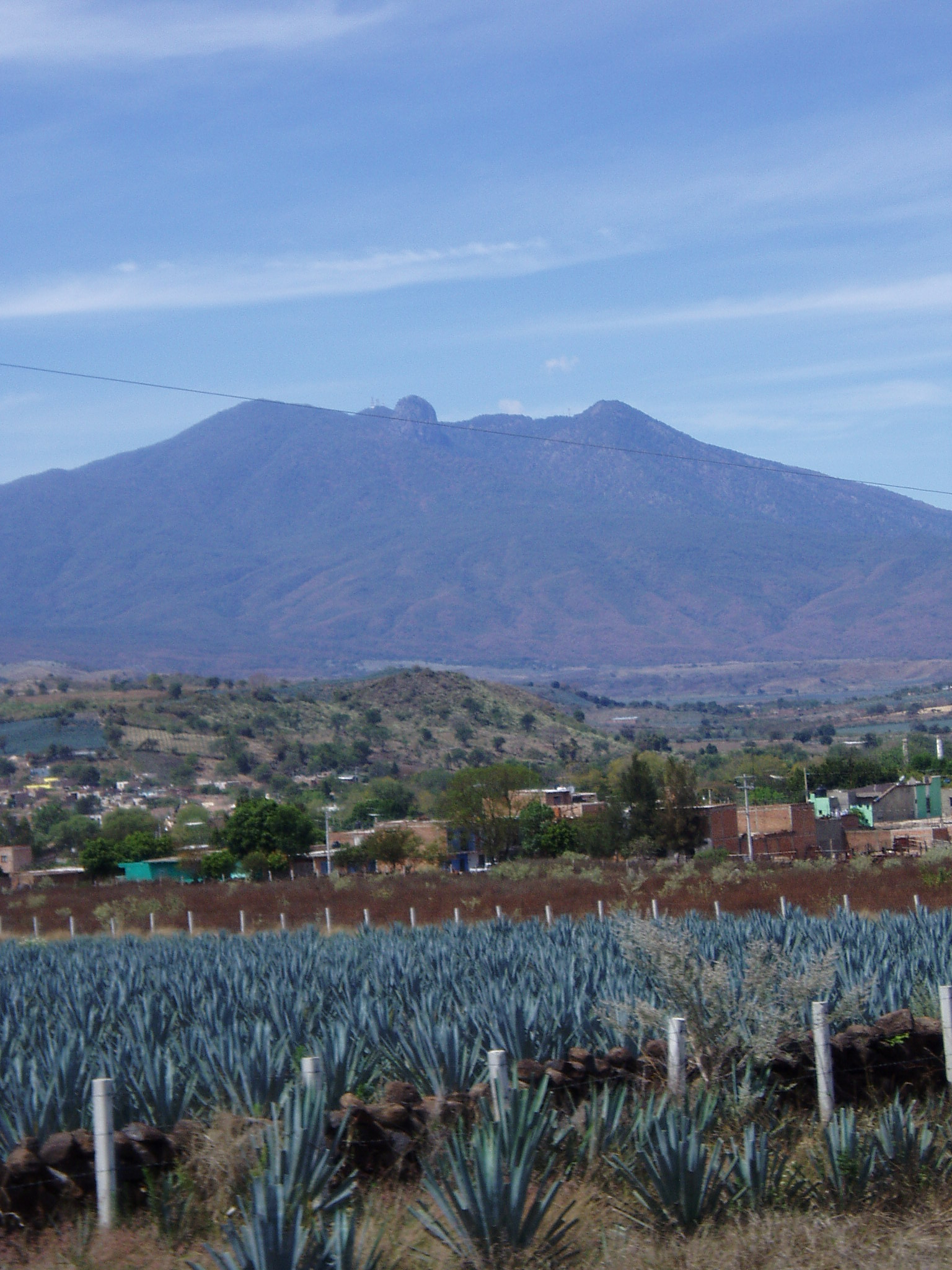
Агавовые плантации

Сбор урожая для производства текилы осуществляют по современным стандартам производителей лишь на 12-й год. Сельхозрабочие с помощью коа удаляют сначала колючие листья, а затем и корни агав. После этого крупную сердцевину весом в 35-90 килограммов подвергают температурной обработке для извлечения сока, ферментации и дистиллировки. Другие традиционные мексиканские напитки, такие как мескаль и пульке, также производят из голубой агавы несколько иными методами, но также с извлечением сока.

## Культура текилы
В Мексике, родине агав, и особенно в штате Халиско быт и культура населения как городского, так и сельского в той или иной мере пронизаны символикой этого растения, его культивацией и всем, что с ним связано. Сбор агав называется по-испански хима (jima), а сборщиков (обычно малообразованные полукочевые крестьяне-метисы смешанного, в том числе индейского происхождения) именуют химадорами (jimador/a/s), также просто хорналерами (jornalero/a/s; дословно: подёнщики), которые во время уборки урожая проживают во временных землянках и шалашах неподалёку от поля, плантации, которая, как правило, является частью крупной фазенды (hacienda) (также ранчо, латифундия), основанной ещё в колониальный период. Жизнь и быт сборщиков и производителей текилы (tequileros) послужил сюжетом к мексиканскому телесериалу «Очищая любовь», главную роль в котором исполнила Анхелика Ривера. В небольших городах особенно распространены крупные и мелкие уличные таверны, в которых принято сервировать текилу и исполнять мексиканскую народную музыку народными хорами мариачи. Яркий пример тому — город Текила (Халиско).

## Болезни агав
Из-за резкого уменьшения генетического разнообразия одомашненных агав их иммунитет к заболеваниям и паразитам резко снизился. С 2000 года 25-30 % растений оказались поражены различными гнилостными болезнями и вредителями, получившими коллективное название для этой напасти — синдром ТМА (аббревиатура от исп. Tristeza y muerte de agave; буквально: «увядание и гибель агав»). Особый вред голубым агавам наносит личинка жука-долгоносика Scyphophorus acupunctatus. Грибок Thielaviopsis paradoxa, в свою очередь, препятствует формированию корневой системы у молодых растений. По данным исследований за 2004 год, многие агавы страдали от других грибковых патогенов: Erwinia carotovora, Enterobacter agglomerans, Pseudomonas mendocina, и Serratia, приводивших к гниению лиственного покрова агав.